# Прераст Самар
Прераст Самар је природни камени мост лучног облика који се налази у југоисточном делу Хомоља, на територији општине Жагубица. Од насеља Жагубице прераст је удаљена око 20 km у правцу према Бору.
Сматра се да је прераст настала на активном раседу, на месту понирања речице Пераст. На активност овог раседа указује нагла промена пада речног корита речице Пераст. Прераст Самар је полигенетског (флувијално-крашког) порекла. Она представља остатак пећине у долини речице Пераст, кроз коју је некад ова речица протицала. Данас речица протиче испод прерасти. Дужина прерасти износи 10 m, ширина 14 m, а висина 15 m. Њен свод лежи на 2 стуба дебљине 18 и 20 m. До прерасти води макадамски пут који се одваја од регионалног пута Жагубица — Бор. Прераст Самар је под заштитом државе и СО Жагубица као геоморфолошки споменик природе треће категорије.